# Chinchulín
Chinchulín, choncholí, chunchullo, chinchurria, chunchurria, chunchula o chunchules (todos del quechua ch'unchu, "intestino" o "tripas") es la forma utilizada para referirse al intestino delgado del cerdo o vaca. 
La cocción de los mismos se realiza a la parrilla sobre brasas de leña o carbón. Forma parte de la comida típica de varios países de América. Es apreciado en las gastronomías de Argentina,Bolivia, Chile, Colombia, Ecuador, Paraguay, Perú, Uruguay, y Venezuela. En el Cono Sur se suelen utilizar en el asado. Aunque necesita mucho tiempo de cocción, generalmente es el primer corte que se sirve en un asado rioplatense

## Historia
Casquería es el término culinario español que refiere a las entrañas animales, sean ellas vísceras, sesos, lengua, manos, intestinos, etc. Los argentinos están más acostumbrados a hablar de «achuras» como término genérico, palabra que es de origen mapuche (“achuraj” significa “lo que no sirve y se tira”) y que designa a las vísceras cocinadas a la parrilla. 
Los mapuches son un grupo étnico amerindio que habita principalmente en el suroeste de América. Si bien su ocupación se dio mayoritariamente en Chile fue en Argentina donde comenzó la incorporación definitiva del chinchulín a la parrillada habitual. En la región de la Patagonia aún se erigen los cimientos de la antigua casa Alemany (convertida en Edificio Histórico en 2008). Este lugar supo recibir en sus tiempos a los mensajeros transandinos en busca de albergue y comida. Debido al aislamiento geográfico su anfitrión, Emiliano Alemany, incorporó las vísceras de los animales a su menú habitual con el objetivo de superar la escasez alimenticia de los inviernos. Por este motivo los actuales lugareños se autoproclaman los primeros en trabajar la cocción de achuras, en especial la de los chinchulines.

## Variedades

### En Paraguay y Uruguay

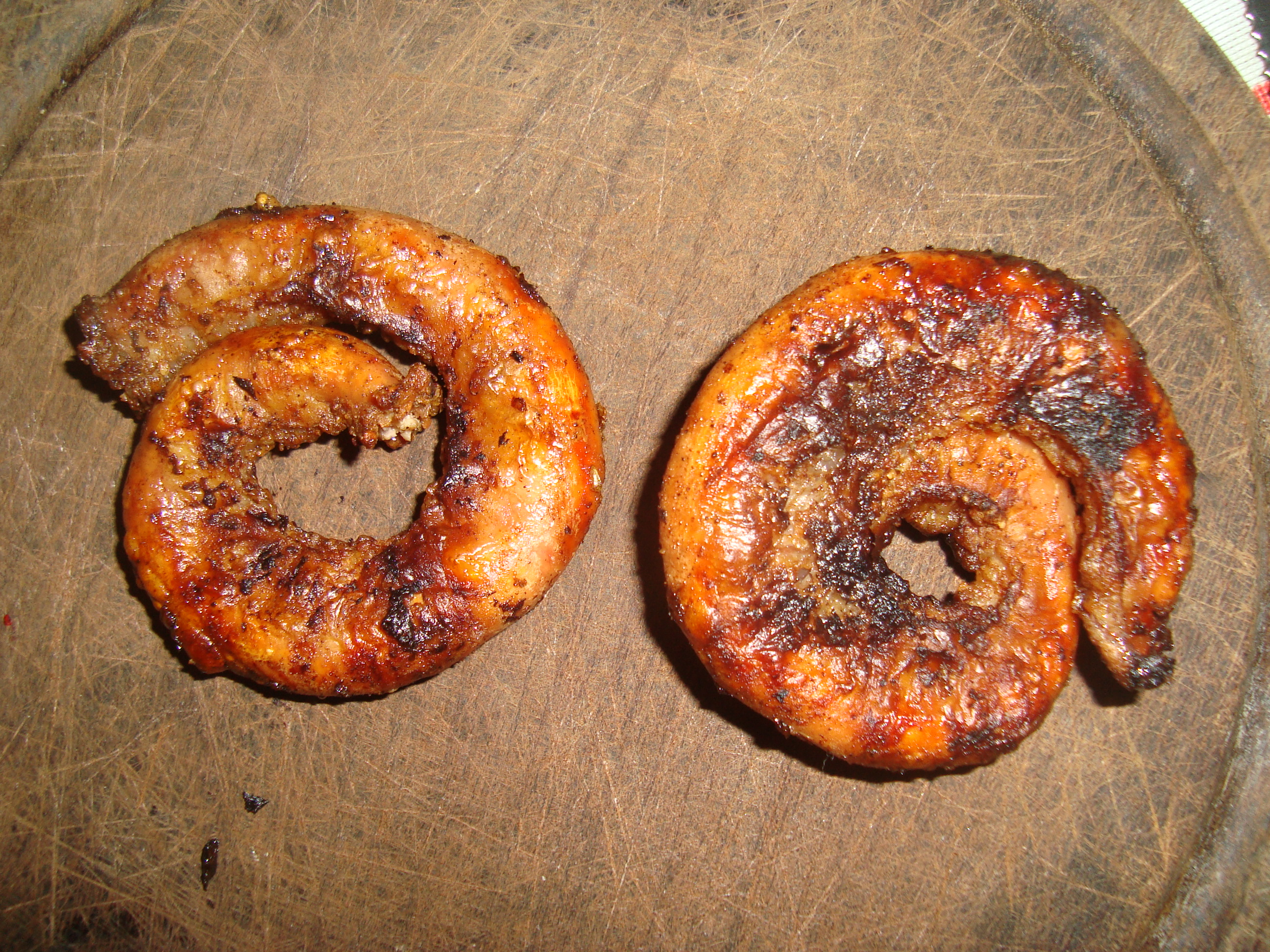
Chinchulines listos para consumir.

En  Uruguay se lo conoce como chinchulines, donde son típicamente asados y se presentan en forma de trenza. Suelen condimentarse con limón, además de los clásicos aderezos de la parrilla.
En Paraguay, además de asado, se consume hervido, junto a otras achuras en un guiso conocido como caldo avá.
Al intestino grueso en Uruguay se lo llama tripa gorda u ocote y se cuece de forma similar, solo que a estos se les lava el interior y habitualmente se rellena con el mismo relleno de los chorizos, o bien con fariña o bastones de papa hervida, este último muy tradicional en el litoral norte y centro uruguayo.
El choto, es un elemento muy característico de la parrilla en Uruguay, se trata de una especie de trenza de intestinos de cordero, que se prepara enrollando el intestino fino, alrededor del intestino grueso procedentes de este animal, para luego asarse a la parrilla.

### En Chile
En Chile se los conoce como chunchules o chunchulla, y pueden también formar parte del sándwich de potito de este país.

### En Colombia
En Colombia, dependiendo de la región se conoce como chunchullo o chunchurria y normalmente se preparan fritos o asados y se sirven picados antes de un asado. Normalmente se consumen frescos y recién fritos. Nunca fríos.

### En Ecuador
En Ecuador se lo conoce como tripa mishqui, son asados, en la costa se sirven con yuca o plátano verde cocidos y en la sierra se comen con papas cocidas o mote.

### En México
En el sur de México la primera porción de intestino delgado de la res (primeros 3-4 metros) se conoce como tripa de leche. Esta se lava, se trenza y se hierve. Posteriormente se fríe con ajo y cebolla y se sirve en tortillas frescas, en trozos enteros o picados (tacos) y se puede bañar con salsa picante.

### En Perú

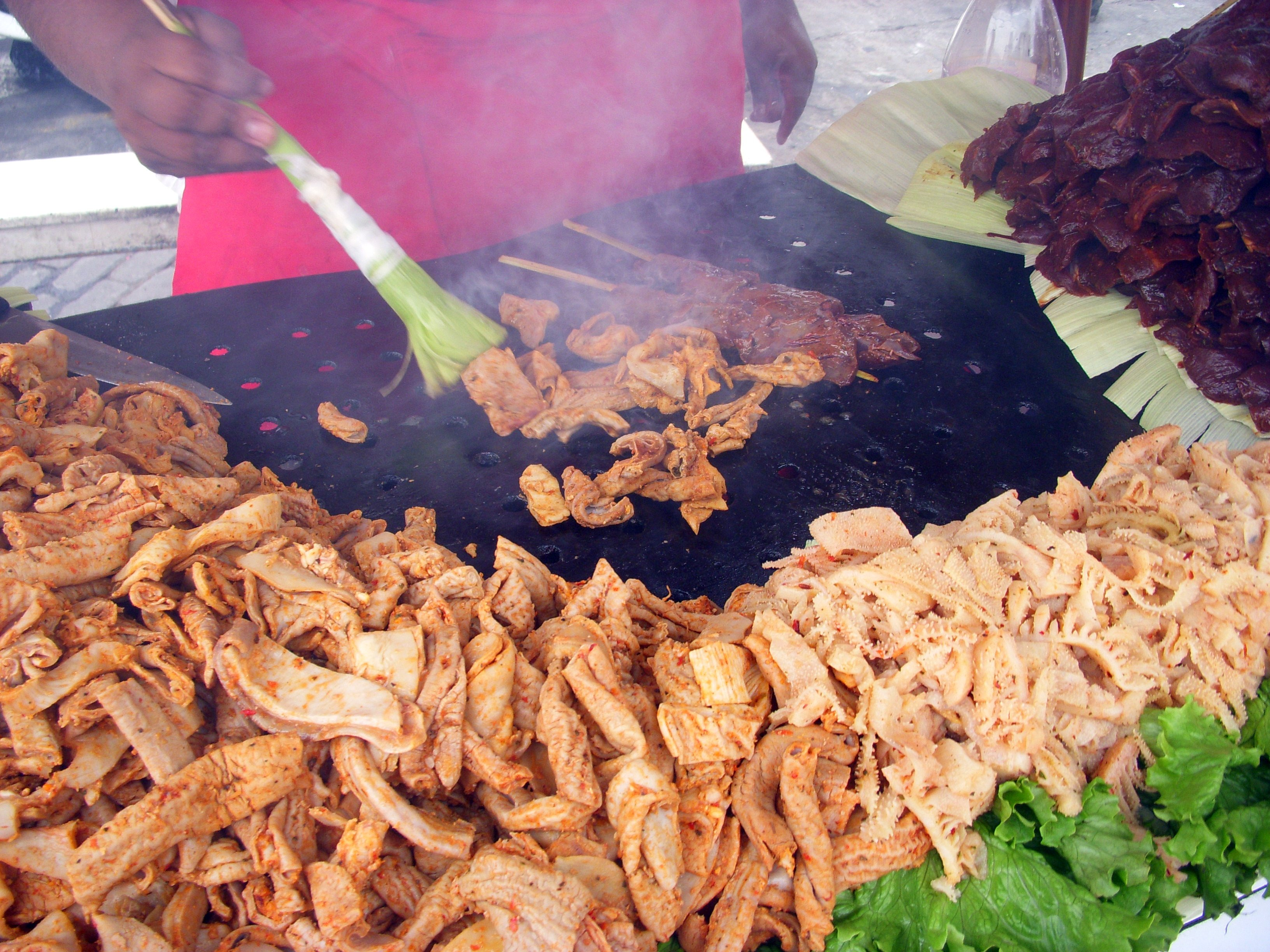
Puesto de anticuchos en Lima. En primer plano se está elaborando choncholí (intestino delgado) y rachi (mondongo) para acompañar al anticucho.

En Perú se llama a este alimento con el nombre de choncholí y es preparado primero cocido, aderezado con ají panca, cebolla y ajo, y luego asado en una parrilla. Se usan tanto las tripas de vacuno como de carnero y algunas aves.
Este preparación es herencia de los esclavos llegados de Angola para trabajar en los algodonales y azucareras de la provincia de Ica, en la costa surcentral del país. Es una comida típica de la gastronomía afroperuana. Antiguamente era consumida únicamente por la población negra del Perú pero actualmente, al igual que los anticuchos, se consume a todo nivel social. El vendedor especializado en esta preparación se le llama choncholisero.
El tradicionalista peruano Ricardo Palma se refiere al choncholí en su libro Papeletas lexicográficas (1903). Asimismo describiendo los pregones en sus Tradiciones Peruanas (1883) menciona que:

A las nueve, hora de Canónigos, [pregonaba] la vendedora de Zanguito de ñanjú y choncholíes.
Ricardo Palma. Tradiciones Peruanas.

El grupo de rock peruano Los Nosequien y Los Nosecuantos también le dedicaron una canción, «El rap del chicle choncholí».

### En Venezuela
En Venezuela se lo conoce como chinchurria y se preparan asados a la parrilla. También opcionalmente se puede freír.

### En Bolivia
En Bolivia se lo conoce como chunchula y se le prepara frito al estilo chicharrón. Generalmente por la ciudad de La Paz y El Alto, se lo sirve con mote y chuño, definiéndose como un plato al paso dentro de la comida boliviana.